# Kincses Flotta

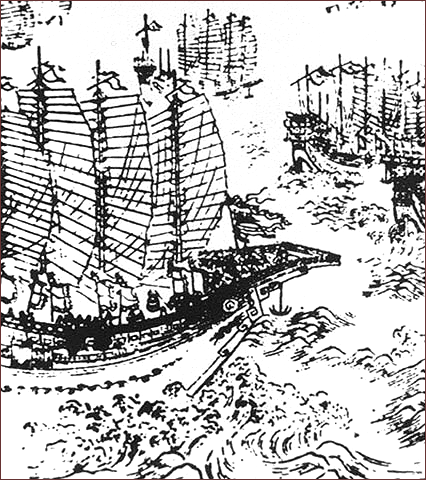
A Kincses Flotta egy 17. századi fametszeten

A Kincses Flotta a kínaiak hajóflottarendszerének elnevezése. Ez 300 hajóból állt, rajtuk összesen 30 000 ember szolgált. 1405 és 1433 között bejárták Cseng Ho vezetésével Szumátrát, Jávát, Timort, Indiát, Ceylont, Hormuzt, Perzsiát, sőt még Kelet-Afrikába, mégpedig Madagaszkárra, a mai Kenyába, Tanzániába és Szomáliába is eljutottak. Jung Lö császár halála után 1435-től Cseng Ho és admirálisai összes feljegyzését elpusztították a kínai hivatalnokok, a mandarinok, a hajóflottát végleg leépítették. Igen kevés, Afrika keleti részét, és Dél-, Délkelet-Ázsiát ábrázoló kínai, koreai térkép maradt fenn nyomként ezen expedíciókról.